# Anthaxia discicollis
Anthaxia discicollis ist ein Käfer aus der Familie der Prachtkäfer. Die artenreiche Gattung Anthaxia ist in Europa mit vier Untergattungen vertreten, Anthaxia discicollis wird zur Untergattung Anthaxia s. s. gerechnet, die in Europa mit 47 Arten vertreten ist. Die Art Anthaxia discicollis tritt in Europa nur in der Nominatform Anthaxia discicollis discicollis auf.

## Bemerkungen zum Namen
1839 wurde erstmals ein Exemplar der Art, ein Weibchen, durch Gory & Laporte unter dem noch heute gültigen Namen beschrieben, die Teilpublikation erschien 1841 im 2. Band über Prachtkäfer von Gory und als Abbildung in dem dazugehörigen Atlas (Abb. 3). Der Artname discicóllis ist von lat. „díscus“ für „Scheibe“  und „cóllum“ für „Hals“ abgeleitet und bezieht sich auf die in der Erstbeschreibung erwähnte seitlich gerundete Form des Halsschilds. Der Gattungsname Antháxia leitet sich aus  altgriechisch άνθος ánthos, deutsch ‚Blüte‘ und άξιος áxios, deutsch ‚wert‘ her und bezieht sich darauf, dass die meisten Arten der Gattung schön gefärbt sind.
Durch Obenberger wurde 1912 die Unterart Anthaxia discicollis kanaanita als neue Art Anthaxia kanaanita beschrieben und nach seiner Herkunft in Syrien benannt.

## Beschreibung des Käfers
|                                         |                 |
| Abb. 1: links Männchen, rechts Weibchen |                 |
|                                         |                 |
| Abb. 2: Seitenansicht                   | Abb. 3 von 1841 |

Die Käfer werden vier bis fünf Millimeter lang. Die Männchen (Abb. 1 links und Abb. 2) sind oberseits schmutzig grün, die Weibchen (Abb. 1 rechts und Abb. 3) bunt. Unterseits sind beide Geschlechter glänzend grün.
Der Kopf ist bis zum Hinterrand der großen Augen in den Halsschild zurückgezogen. Die Oberlippe ist breiter als lang und endet zweilappig. Die kräftigen Oberkiefer sind gekrümmt und weisen auf der Innenseite einen kräftigen Zahn auf. Die Kiefertaster sind dreigliedrig, das erste Glied leicht gebogen und lang, das zweite Tasterglied konisch und das dritte eiförmig. Die kurzen Lippentaster sind ebenfalls dreigliedrig, das Endglied etwas zugespitzt. Die schwarzen, elfgliedrigen Fühler sind ab dem vierten Glied gesägt.
Der Halsschild ist vorn doppelt gebuchtet, hinten gerade abgeschnitten und auf den Seiten stark gerundet. Er ist flach und vor den Hinterecken nicht eingedrückt. Beim Weibchen sind die Seiten breit purpurrot-goldglänzend gerandet, in der gleichen Farbe wie die Kopfoberseite. Der mittlere Bereich ist wie die Flügeldecken grün bis blau. Beim Männchen ist der Halsschild unauffällig olivgrün, an den Seiten heller als in der Mitte. Der Halsschild ist weitmaschig gerunzelt.
Die Flügeldecken sind gerandet. Sie verlaufen seitlich über mehr als die Hälfte annähernd parallel, danach verschmälern sie sich gleichförmig gerundet und enden einzeln verrundet. Sie sind dicht und fein körnig punktiert mit vereinzelt größeren Punkten gegen die Spitze.
Die Beine sind schwarz oder grünschwarz. Die Schenkel sind nicht aufgeschwollen, die Tarsen fünfgliedrig.

## Biologie
Die Käfer findet man von April bis August auf gelben Korbblütlern und auf den Wirtspflanzen. Die Käfer entwickeln sich in verschiedenen Wacholderarten, wo die Larven in den Ästen Gänge anlegen. In Griechenland findet man die Art im lockeren Buschwald der Ebene und der tiefen Berglagen.

## Verbreitung
Anthaxia discicollis ist eine pontomediterrane Art. Die Angaben über die Verbreitung sind widersprüchlich. Als westlichster Fundort der Nominatform Anthaxia discicollis discicollis wird fälschlicherweise Österreich angegeben. Auch Rumänien und einige westliche Balkanländer werden teilweise zum Verbreitungsgebiet gezählt, teilweise nicht. Laut Fauna Europaea findet man die Art in Europa in Bosnien und Herzegowina, Bulgarien, Rumänien, der Ukraine, Slowenien, Kroatien, Albanien, Griechenland, Nordmazedonien und der europäischen Türkei. Östlich von Europa findet man die Art in der Türkei, Armenien, Georgien, Aserbaidschan und dem Libanon.
Anthaxia discicollis kanaanita ist aus Syrien und der Osttürkei bekannt.